# Unione Sportiva Ravenna 1950-1951
Questa pagina raccoglie le informazioni riguardanti l'Unione Sportiva Ravenna nelle competizioni ufficiali della stagione 1950-1951.

## Stagione
Nella stagione 1950-1951 il Ravenna, al terzo tentativo, coglie la promozione in Serie C, vincendo il girone G del campionato di Promozione Interregionale con 46 punti, distanziando di due lunghezze il Baracca Lugo giunto al secondo posto, mentre terzo è il Carpi con 42 punti.

## Rosa
| N. |                   | Ruolo | Calciatore          |
| -- | ----------------- | ----- | ------------------- |
|    | Italia (bandiera) | P     | Oscar Babini        |
|    | Italia (bandiera) | C     | R. Ballanti         |
|    | Italia (bandiera) | A     | Riccardo Barbieri   |
|    | Italia (bandiera) | D     | M. Barboni          |
|    | Italia (bandiera) | A     | O. Bordoni          |
|    | Italia (bandiera) | D     | Alfredo Calderoni   |
|    | Italia (bandiera) | A     | Antonio Cappelli    |
|    | Italia (bandiera) | D     | Fausto Casavecchia  |
|    | Italia (bandiera) | C     | Giangiacomo Faverio |

| N. |                   | Ruolo | Calciatore       |
| -- | ----------------- | ----- | ---------------- |
|    | Italia (bandiera) | A     | Antonio Ghiretti |
|    | Italia (bandiera) | D     | Alvaro Godoli    |
|    | Italia (bandiera) | P     | Bruno Guberti    |
|    | Italia (bandiera) | C     | F. Miniati       |
|    | Italia (bandiera) | A     | E. Querzoli      |
|    | Italia (bandiera) | D     | Secondo Ricci    |
|    | Italia (bandiera) | C     | Alessandro Sassi |
|    | Italia (bandiera) | A     | Fernando Testoni |
|    | Italia (bandiera) | C     | Walter Venturi   |